# 小行星128895
小行星128895（128895 Bright Spring）是一颗绕太阳运转的小行星，为主小行星带小行星。该小行星于2004年10月20日发现。
該小行星以美國新墨西哥州阿布奎基國小二年級學生桑默·維吉爾（Summer Vigil）的作文題目《Bright Spring》命名，該作文的內容是虛構發現了一個新的大行星。

## 轨道参数
小行星128895的轨道半长轴为348 785 100 km，2.3314512 UA，离心率为0.165。